# Лаунонен, Йоуко
Йоуко Ильмари Лаунонен (фин. Jouko Ilmari Launonen; род. 3 июня 1939, Йювяскюля, Вааса) — финский конькобежец, серебряный призёр чемпионата мира 1965 года, шестикратный чемпион Финляндии в классическом многоборье (1963-1968).

## Биография
Йоуко Лаунонен шесть раз подряд побеждал на чемпионате страны. Он выступал на международных соревнованиях с 1961 по 1968 годы, был участником 2-х Олимпиад. На Олимпийских играх 1964 года в Инсбруке Йоуко Лаунонен был близок к медали на дистанции 1500 метров, он стал четвёртым. В 1965 году Лаунонен завоевал серебро на чемпионате мира.

## Спортивные достижения
| Год  | Чемпионат Европы | ЧМ многоборье | Олимпийские игры                             |
| ---- | ---------------- | ------------- | -------------------------------------------- |
| 1961 | NC21             |               |                                              |
| 1962 |                  |               |                                              |
| 1963 | 11e              | NC17          |                                              |
| 1964 | NC18             | NC17          | 4e 1500 м 18e 5000 м 14e 10 000 м            |
| 1965 | NC28             | 2             |                                              |
| 1966 | 9e               | NC18          |                                              |
| 1967 | NS3              | 8e            |                                              |
| 1968 | 13e              | NC21          | 33e 500 м 14e 1500 м 15e 5000 м 12e 10 000 м |

NC = не отобрался на заключительную дистанцию